# Guillaume VI de Hesse-Cassel
Pour les articles homonymes, voir Guillaume VI.
Guillaume VI de Hesse-Cassel (en allemand : Wilhelm VI von Hessen-Kassel) (23 mai 1629 - 16 juillet 1663) est landgrave de Hesse-Cassel de 1637 à 1663.

## Biographie

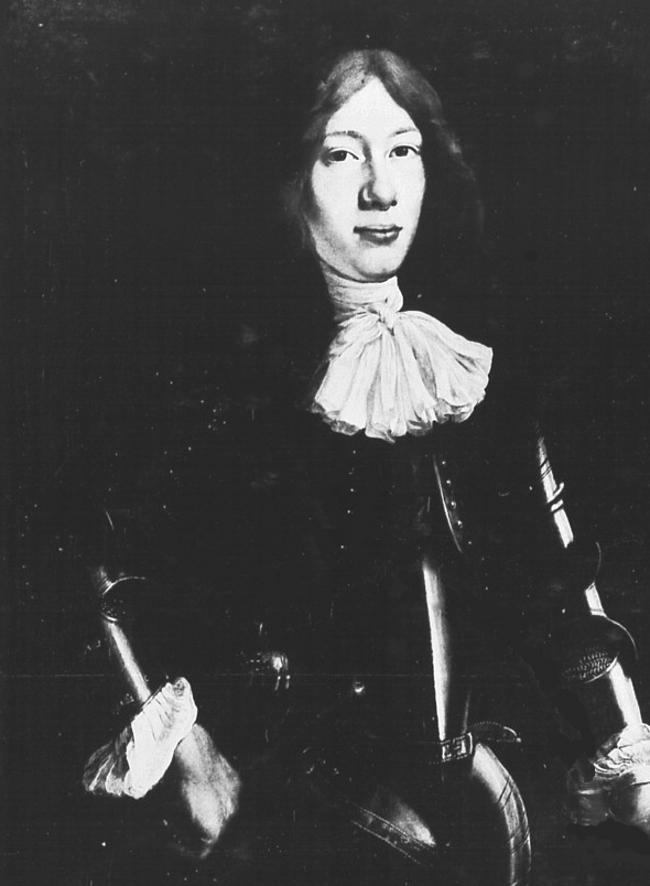
Guillaume VI de Hesse-Cassel.

Guillaume VI est le fils du landgrave Guillaume V de Hesse-Cassel et de son épouse Amélie-Élisabeth de Hanau-Münzenberg. Il succède à son père à sa mort, en 1637. Sa mère assure la régence jusqu'à sa majorité, en 1650. Malgré la défaite de la Hesse-Cassel lors de la guerre de Trente Ans, Amélie-Élisabeth refuse de reconnaître les accords de 1627, l'article principal de ces accords stipulant que la Hesse-Marbourg revenait de droit aux héritiers de la Hesse-Darmstadt. Une guerre de trois années (1645-1648) s'ensuit, durant laquelle les troupes de Hesse-Cassel assiègent la ville de Marbourg. La Hesse-Cassel sort victorieuse du conflit et obtient la Hesse-Marbourg.
Guillaume VI se consacre au développement des universités dans son pays et fonde de nouveaux instituts. Il adhère à la Ligue du Rhin en 1658. À sa mort, son épouse Edwige-Sophie de Brandebourg assure la régence au nom de leur fils Guillaume VII.

## Famille
Il épouse, le 9 juillet 1649 à l'église Saint-Martin de Cassel, la princesse Edwige-Sophie de Brandebourg (1623-1683), fille du prince-électeur Georges-Guillaume Ier de Brandebourg et de la princesse-électrice Élisabeth-Charlotte du Palatinat. Ils ont sept enfants.
- Charlotte-Amélie de Hesse-Cassel (27 avril 1650 - 27 mars 1714) épouse le prince héritier Christian de Danemark (15 avril 1646 - 25 août 1699), dont descendance ;
- Guillaume VII de Hesse-Cassel, 6e landgrave de Hesse-Cassel (21 juin 1651 - 21 novembre 1670), célibataire, sans enfants ;
- Louise de Hesse-Cassel (11 septembre 1652 - 23 octobre 1652), célibataire, sans enfants ;
- Charles Ier de Hesse-Cassel, 6e landgrave de Hesse-Cassel (3 août 1654 - 23 mars 1730) épouse la duchesse Amélie Kettler de Courlande (12 juin 1653 - 16 juin 1711), dont descendance ;
- Philippe de Hesse-Philippsthal, 1er landgrave de Hesse-Philippsthal (14 décembre 1655 - 18 juin 1721) épouse la comtesse Catherine de Solms-Laubach (26 septembre 1654 - 26 avril 1736), dont descendance ;
- Georges de Hesse-Cassel, prince de Hesse-Cassel (20 mars 1658 - 4 juillet 1675), célibataire, sans enfants ;
- Élisabeth-Henriette de Hesse-Cassel (18 novembre 1661 - 7 juillet 1783) épouse le prince-électeur héritier Frédéric de Brandebourg (11 juillet 1657 - 25 février 1713), dont descendance.